# Ачерра
Ачерра (італ. Acerra, сиц. Acerra) — місто та муніципалітет в Італії, у регіоні Кампанія,  метрополійне місто Неаполь.
Ачерра розташована на відстані близько 190 км на південний схід від Рима, 17 км на північний схід від Неаполя.
Населення — 59 578 осіб (2014).
Щорічний фестиваль відбувається 29 травня. Покровитель — Santi Cuono e Conello.

## Демографія
Населення за роками:

Станом на 1 січня 2023 року в муніципалітеті офіційно проживали 2323 іноземці з 66 країн, серед них 198 громадян країн Євросоюзу та 447 громадян України.

## Сусідні муніципалітети
- Афрагола
- Брушано
- Кайвано
- Казальнуово-ді-Наполі
- Кастелло-ді-Чистерна
- Маддалоні
- Марчанізе
- Марильяно
- Нола
- Помільяно-д'Арко
- Сан-Феліче-а-Канчелло